# 129328 Loriharrison
129328 Loriharrison este o planetă minoră (asteroid) din centura de asteroizi. A fost descoperită pe 10 octombrie 2005 la Catalina Station⁠(d) de Catalina Sky Survey. 
Obiectul prezintă o orbită caracterizată de o semiaxă mare de 2,5989144586866 UAi, o excentricitate de 0,02, o înclinație de 9,3 ° în raport cu ecliptica.